# یواس‌اس دوریس بی سوم (اس‌پی-۷۳۳)
یواس‌اس دوریس بی سوم (اس‌پی-۷۳۳) (به انگلیسی: USS Doris B. III (SP-733)) یک کشتی به طول ۴۸ فوت (۱۵ متر) بود. این کشتی  در سال ۱۹۱۲ ساخته شد.